# Церкопитек мона
Церкопитекът мона (Cercopithecus mona) е вид бозайник от семейство Коткоподобни маймуни (Cercopithecidae).

## Разпространение и местообитание
Разпространен е в Бенин, Гана, Камерун, Нигерия и Того.